# High concept
High concept är en arbetsmetod i bland annat film, där hela handlingen ska kunna sammanfattas i en mening eller en fras. Ett exempel på en high concept-film är Snakes on a Plane.
Inom filmbranschen har det främsta syftet med high-concept varit att säkra intäkterna och minimera riskerna. Begreppet kan sammanfattas som en "Succéformel" där enkelhet och igenkänning dominerar. Man önskar en så hög grad av "pre-sold-property" som möjligt vilket yttrar sig genom nyfilmatiseringar; adaptioner av böcker, serier och tv-spel; uppföljare och spin-offs. En viktig del inom high-concept-filmen är att kunna tjäna pengar på mer än själva filmen. Att sälja kläder, leksaker, hamburgare, etc. inbringar ofta mer pengar än filmen i sig.
Motsatsen till high-concept-film är konstfilm (art-house-film).